# Neznàmovo
Neznàmovo - Незнамово (rus) - és un poble de l'óblast de Bélgorod, a Rússia. El 2010 tenia 1.430 habitants. Pertany al districte (raion) de Stari Oskol.